# Łazienki Obornickie
Łazienki Obornickie – założenie parkowe i zespół urządzeń rekreacyjnych nad Wełną, zlokalizowany w Obornikach w pobliżu ulic Łazienkowej oraz Żwirki i Wigury.

## Historia
W okresie II wojny światowej, władze niemieckie stacjonujące w Obornikach postanowiły zagospodarować teren w okolicach mostu wronieckiego. W 1940 roku rozpoczęto budowę kąpieliska miejskiego, w późniejszym czasie nazywanego "Łazienkami", wykorzystując jako budulec macewy (nagrobki) z obornickiego cmentarza żydowskiego. Do prac budowlanych użyto niewolniczej pracy miejscowych Żydów oraz Żydów z getta łódzkiego, którzy zostali umieszczeni w obozie przejściowym, przy ulicy Obrzyckiej, dziś mającej miejsce na terenie Słonaw, następnie wywieziono ich do obozów koncentracyjnych. Przy budowie pracowali też jeńcy angielscy (około 120 osób), oraz Polacy, szczególnie w niedzielę m.in. przy niwelacji terenu, gdzie podczas wojny inni obywatele mieli tam wstęp wzbroniony. Po wojnie obiekt popadał w ruinę, mimo że był popularnym miejscem spacerów Oborniczan i miejscem organizacji sporadycznych festynów. W latach 80. XX wieku rozebrano kabiny kąpielowe i zaprzestano kąpieli z uwagi na niskie stany wody w Wełnie.
W październiku 2012 roku rozpoczęły się renowacje i szeroko zakrojone działania na rzecz Łazienek. Przed renowacją Łazienki były zaniedbane, poza chodnikami były porośnięte przez drzewa i krzewy, brakowało miejsc do spacerowania oraz ławek. Dominował surowy wystrój betonowych murków, brakowało oświetlenia i monitoringu. 19 maja 2013 uroczyście otwarto kompleks po całkowitej rewitalizacji. Odtworzono dawny układ architektoniczny założenia, wybudowano dwa punkty widokowe, pergolę, ścieżki piesze i rowerowe o długości około dwóch kilometrów, z oświetleniem parkowym i ławkami. Wstawiono również wiaty, odrestaurowano zdewastowany mur ciągnący się wzdłuż rzeki, wstawiono wiele drewnianych barierek i zadbano o obecną roślinność. Miejsce nabrało charakteru rekreacyjnego i walorów estetycznych. Wprowadzenie kamer i oświetlenia poprawiło bezpieczeństwo i komfort użytkowników łazienek. Mieszkańcy Obornik zwracają uwagę na parę mankamentów tejże renowacji: strome i źle wyprofilowane schody, brak zjazdu, co utrudnia przemieszczanie się dla wózków dziecięcych, rowerzystów i inwalidów. Całość kosztowała 1,1 miliona zł. W otwarciu udział wzięli Maciej Markiewicz, Anna Polowczyk oraz zespół Tobiasza Gotfryda.
Tuż po renowacji funkcjonowała kolorowa fontanna, włączana od poniedziałku do piątku, od godz. 9:00 do 23:00 a w weekendy od 9:00 do 1:00. Fontanna niedługo po uruchomieniu zepsuła się.
W sierpniu 2017 r. rozpoczęły się pracę nad wyburzaniem mostu wronieckiego i budową obwodnicy. Most był stary i nie spełniał wymogów bezpieczeństwa – zardzewiałe kraty i dziury na brzegach mostu stwarzały zagrożenie życia. Obwodnica powstała w ciągu drogi wojewódzkiej nr 178, prowadzącej z Wałcza do Obornik. Droga swój początek ma na rondzie, które wybudowane zostało przy skrzyżowaniu ul. Czarnkowskiej z ul. Juliana Kubiaka. Obwodnica biegnie przez nowo wybudowany most, do wiaduktu drogowego na skrzyżowaniu z ulicą Staszica. Obwodnica pochłonęła łącznie ponad 14 mln złotych, w tym unijne dofinansowanie w ramach Wielkopolskiego Regionalnego Programu Operacyjnego na lata 2014-2020 wyniosło ponad 12 mln złotych. Wszystkie prace zakończyły się 19 listopada 2019 roku. Początek obwodnicy Obornik stanowi rondo na skrzyżowaniu z ulicą Czarnkowską (DW 178), a koniec – rondo na skrzyżowaniu z ul. 11 Listopada w ciągu drogi krajowej nr 11.
Dnia 20 sierpnia 2018 r. radni, podczas sesji rady miejskiej, zdecydowali o oficjalnej nazwie Łazienek: Park Łazienki Obornickie. Wcześniej nie miał on oficjalnej nazwy, ale powszechnie nazywany był Łazienkami.
W sierpniu 2019 r. Park Łazienki Obornickie został wzbogacony o piaszczystą plażę. Burmistrz Obornik Tomasz Szrama podpisał umowę z Wicemarszałkiem Województwa Wielkopolskiego Krzysztofem Grabowskim, która zakłada dofinansowanie inwestycji przez Zarząd Województwa w wysokości 143 378 zł (74 proc. całkowitego kosztu), w tym dofinansowanie ze środków Unii Europejskiej w ramach EFMR (Europejski Fundusz Morski i Rybacki) wynosi 121 871, 30 zł. Niedługo później pojawiły się nowe ścieżki i dwa pawilony, jeden pełniący funkcję sklepu podczas imprez plenerowych, drugi jako magazyn na leżaki, które można wypożyczyć w sezonie. Koszt inwestycji, dofinansowywanej z programu Rybactwo i Morze, to około 300 tys. zł.
W okolicach Łazienek można spotkać sarny albinosy, które są wyjątkową atrakcją zarówno dla mieszkańców, jak i odwiedzających Oborniki.